# Dinoponera grandis

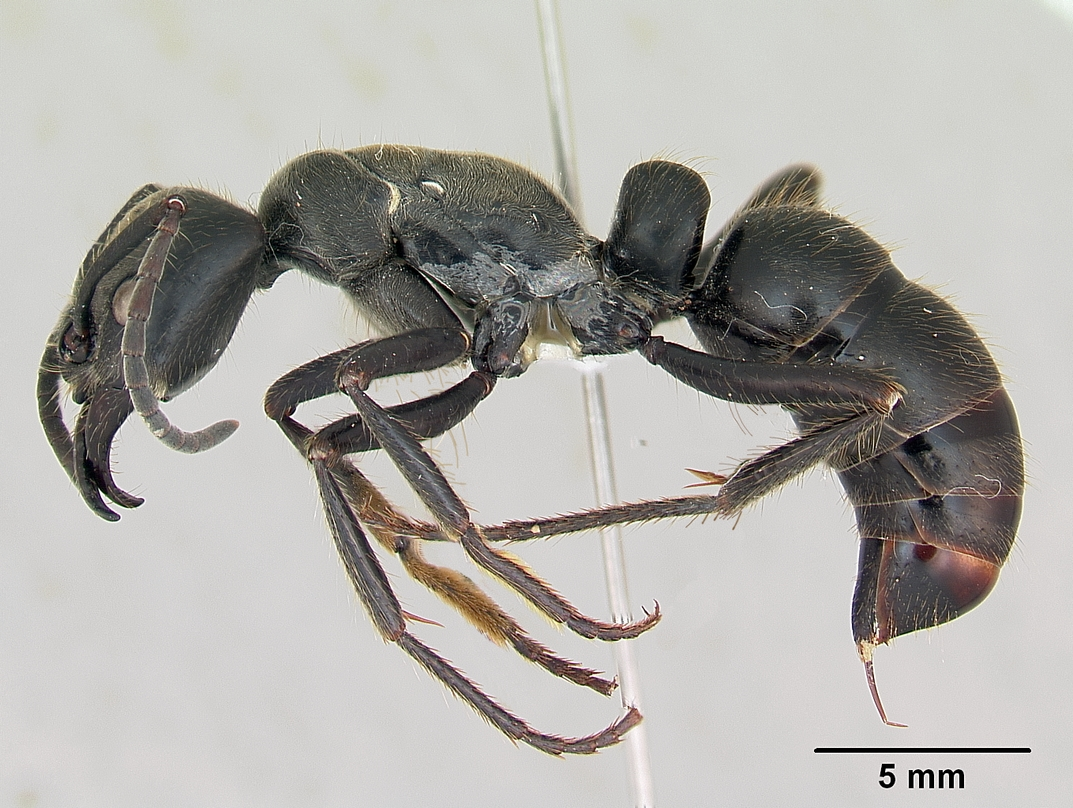
Рабочий муравей в профиль

Dinoponera grandis (лат.) — один из самых крупных в мире видов муравьёв из подсемейства понерины (Ponerinae). 

## Распространение
Встречается в Южной Америке. Широко распространенный вид, встречающийся в большинстве центрально-западных, южных и юго-восточных регионов Бразилии, а также в Парагвае, Аргентине и Боливии. Самый северный образец найден в Паране (Токантинс), а самый южный бразильский образец — в Уругвайане (Риу-Гранди-ду-Сул). Этих муравьев нет в восточной Бразилии.

## Описание
Крупные муравьи буровато-чёрного цвета (самцы коричневые), длина маток до 27 мм. Область щеки бороздчатая, бороздки достигают переднего края фасеточного глаза; основной членик задних лапок базитарзус длиной менее 6 мм (у близких видов D. mutica и D. mutica щёки гладкие и бизитарзус более 6 мм). У D. grandis размер тела меньше, чем у других видов Dinoponera; имеется передне-вентральный зубец переднеспинки; интегумент менее блестящий, чем у D. longipes, D. lucida или D. mutica, но больше, чем у D. gigantea; короткий узел петиоля, он немного длиннее своей ширины; короткие ноги и усики; скапус, выходящий за задний край головы. Самцы отличаются от близких видов антеннами без длинных отстоящих волосков.

## Биология
Встречается в самых разных средах, с преобладанием в саваннах, по крайней мере, согласно бразильским находкам. Муравейники имеют случайное пространственное распределение и могут иметь плотность до 180 гнезд на гектар. Каждое гнездо имеет вход без окружающего холмика и может достигать глубины 143 см. Несмотря на относительно большой размер гнёзд, в колониях в среднем насчитывается всего 14 рабочих, что указывает на то, что гнёзда постоянно используются повторно, а не строятся полностью в каждом поколении. Мелкие муравьи Pheidole dinophila были зарегистрированы как гнездящиеся в муравейниках D. grandis более чем в одном месте.
Dinoponera grandis всеядны, но предпочитают охотиться на других беспозвоночных. Стратегии поиска пищи включают в себя следование маршруту для отдельных рабочих и распределение различных маршрутов между рабочими, что способствует большей эффективности на охватываемой территории. Организация внутри гнезда отражает разделение задач: рабочие-фуражиры занимают камеры ближе к поверхности, а рабочие с более высоким статусом занимают более глубокие камеры. Эта динамика занятости гнезд была подтверждена Smith et al. (2011), продемонстрировав, что рабочие из более глубоких камер имеют до 39 % сухой массы тела, состоящей из жира, в то время как рабочие из неглубоких камер могут иметь менее 1 % жира. Иерархия доминирования определяется агонистическими конфликтами, подобными таковым у D. quadriceps, гарантирующим моногинность колонии.

## Таксономия
Вид D. grandis был впервые описан в 1838 году французским энтомологом Феликсом Эдуардом Герен-Меневиллем. Позднее D. grandis рассматривался в качестве синонима вида D. gigantea. В 2021 году было показано, что таксоны Dinoponera australis и Dinoponera snellingi являются синонимами вида Dinoponera grandis (Guérin-Menéville, 1838), который был восстановлен в самостоятельном видовом статусе.
Таксон Dinoponera snellingi был описан в 2013 году только по самцам (рабочие не были обнаружены) и назван в честь американского мирмеколога Роя Снеллинга (Roy Snelling). В недавних ревизиях ни Kempf (1971), ни Lenhart et al. (2013) не смогли изучить исходные типы видов D. grandis и D. gigantea, поэтому до 2021 года оставались сомнения относительно статуса D. grandis.

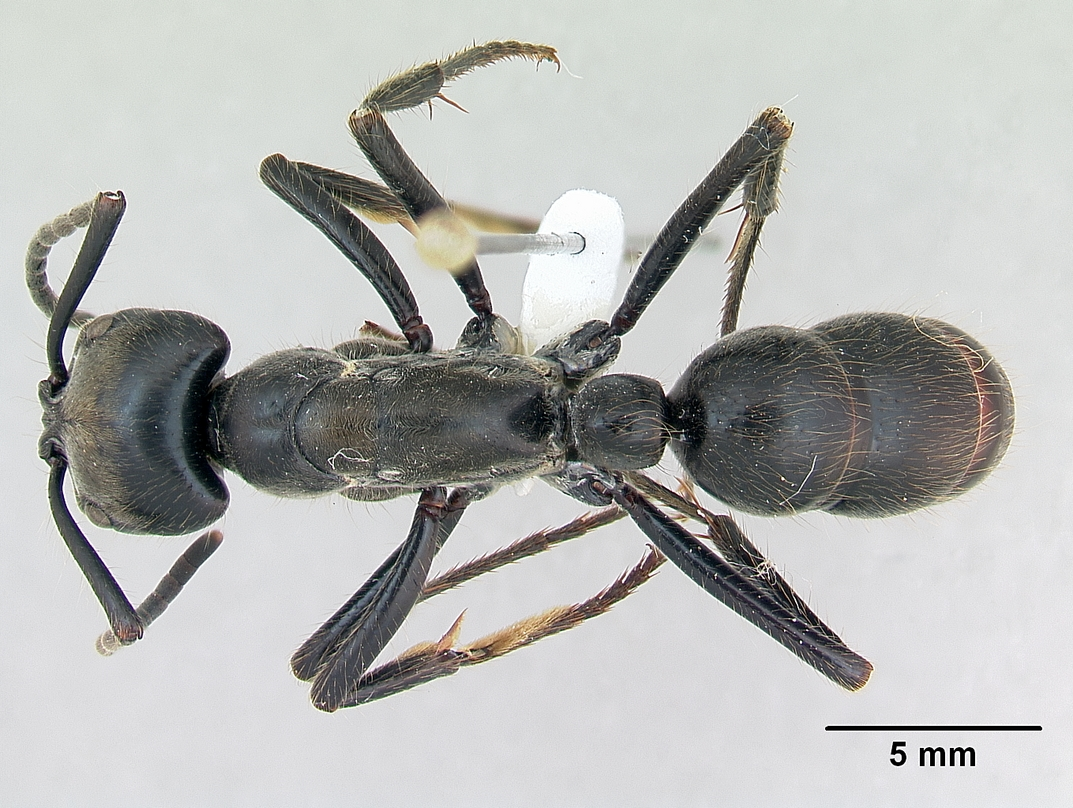
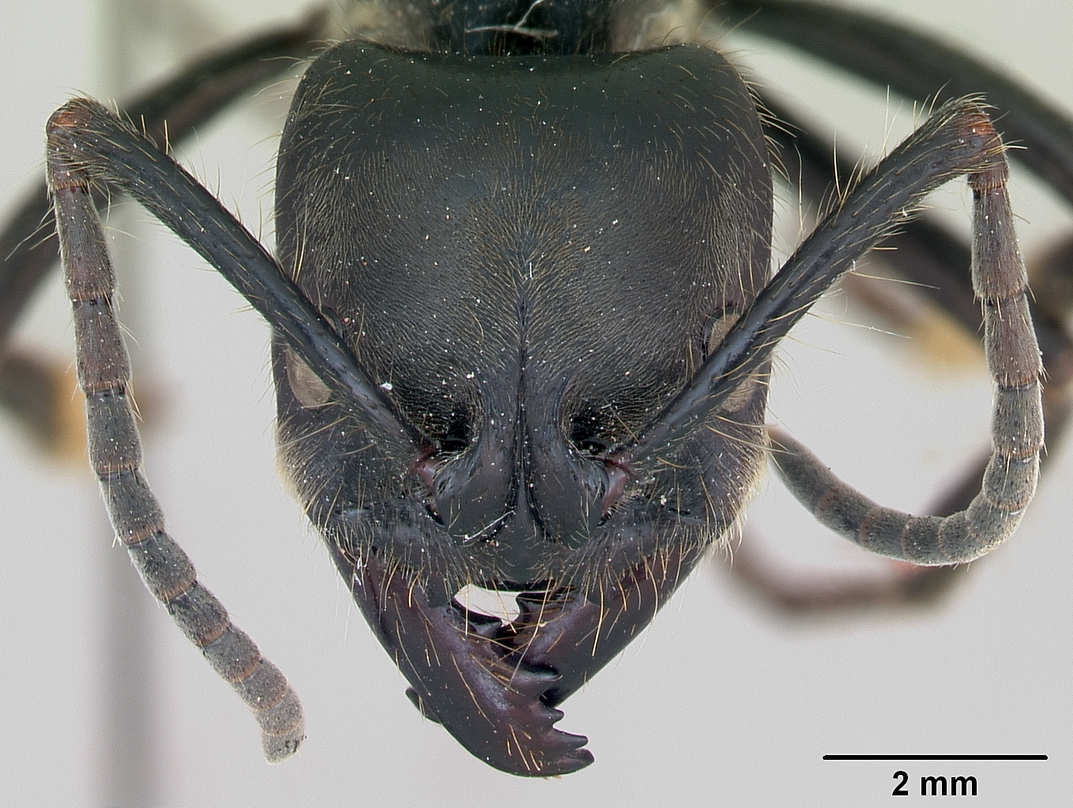